# Ашраф Базнани
Ашраф Базнани (енгл. Achraf Baznani; 1979, Маракеш) самоуки је марокански концептуални фотограф и синеаста..

## Живот и каријера
Фотографијом се почео бавити као десетогодишњак. Снимио је и неколико документарних и кратких филмова. Као редитељ кратког филма „Имигрант“ из 2007. освојио је неколико националних и међународних награда.
Живи и ради у Маракешу.

## излагање
- 2015 "Colour brust", PH21 Gallery, Budapest, Hungary
- 2015: Park Art Fair International, Triberg, Germany
- 2015: Gallery Globe, Adisson, Texas, USA
- 2015: Digital Private Exhibition Louvre Museum, Paris, France
- 2016: International Surrealism Now, Coimbra, Portugal
- 2016: Park Art Fair International 2016, Triberg, Deutschland
- 2016: Männer, Gräfelfing, Deutschland
- 2016: Inside my Dreams, Solo Exhibition, Рабат, Morocco
- 2016: Salon de la photographie africaine, Abidjan, Ivory Coast
- 2017: Nordart 2017, Deutschland

## Арт Боокс
- 2014:  Кроз моје објектив , Уметничка књига.  978-1-5027-9338-6.
- 2014:  Унутар мојих снова , Уметничка књига.  978-1-5028-5658-6.